# T. J. Lux
T. J. Lux (* 29. April 1977 in St. Charles (Illinois)) ist ein ehemaliger US-amerikanischer Basketballspieler.

## Laufbahn
Mit 1996 Punkten und 1110 Rebounds, die er zwischen 1995 und 2000 erzielte, setzte sich Lux in der Bestenliste der Northern Illinois University jeweils an die Spitze. Seinen besten Saisonschnitt dieser Zeit erreichte er 1999/2000 mit 19,9 pro Partie. 2010 wurde er in die Sportruhmeshalle der Hochschule aufgenommen.
Der 2,06 Meter messende Flügel- und Innenspieler begann seine Karriere als Berufsbasketballspieler beim deutschen Bundesligisten Bayer Leverkusen, für den er in der Endphase der Saison 1999/2000 spielte, sich dabei aber verletzte. Nach der Ausheilung der Knieverletzung nahm er in der Saison 2001/02 beim Bundesligisten Avitos Gießen einen zweiten Anlauf, um im Profibereich Fuß zu fassen. Er brachte es für die Mittelhessen in 29 Bundesliga-Einsätzen auf einen Durchschnitt von 13,3 Punkten sowie 8,1 Rebounds und erreichte mit Gießen das Bundesliga-Viertelfinale.
Lux setzte seine Laufbahn in Frankreich fort, trug mit 21,7 Punkten je Begegnung in großem Maße dazu bei, das Reims in der Saison 2002/03 der Aufstieg in die höchste Spielklasse des Landes, die Ligue Nationale de Basket (LNB), gelang. Er blieb ein weiteres Jahr in Reims und war auch in der LNB ein Führungsspieler, als er in der Saison 2003/04 21,1 Punkte und 8,6 Rebounds je Partie erzielte und damit zweitbester Korbschütze der Liga war. Nach seinem ligainternen Wechsel zu Pau-Orthez fielen seine Einsatzzeit und seine Punktausbeute (10,7 Punkte/Spiel) in der Saison 2004/05. Lux stand zu Beginn der Spielzeit 2005/06 ebenso für Pau-Orthez auf dem Feld, ehe er innerhalb der Saison nach Dijon und damit zu einem weiteren französischen Erstligisten wechselte. Dort spielte er bis zum Ende der Saison 2006/07, in der er 15,7 Punkte je Begegnung verbuchte. Lux, der in Dijon mehrere Monate verletzungsbedingt angeschlagen spielte, beendete nach der Saison 2006/07 seine Laufbahn als Berufsbasketballspieler.
Lux wurde in den Vereinigten Staaten beruflich im Bereich Fitness tätig, ab 2013 als Mitglied des Führungsgremiums einer Fitnesskette. Er war in seinem Heimatland ehrenamtlich beziehungsweise nebenberuflich von 2008 bis 2011 Co-Trainer und von 2011 bis 2019 Cheftrainer an der Merrillville High School (Bundesstaat Indiana), an der er selbst Schüler war. Er legte das Amt im März 2019 nieder, um mehr Zeit mit seiner Ehefrau und seinen drei Söhnen verbringen zu können.